# Unce
Unce je jednotka hmotnosti nebo objemu, historicky též délky. Není to jednotka SI.

## Původ a historie
Původně uncia označovala ve starověkém Římě „jednotku, jeden díl“ – v duodecimálním dělení jednu dvanáctinu celku. Specificky pak jednotka označovala dvanáctinu asu (mince) nebo libry (jednotka hmotnosti).
Též se používala jednotka délky, kde uncia označovala jednu dvanáctinu pedu (stopy) – tedy palec. Jeho označení v angličtině inch vzniklo zkomolením latinského uncia.

## Jednotka hmotnosti
- 1 unce [oz] = 28,3495 g – systém avoirdupois používaný v USA a částečně i britském Commonwealthu
- 1 trojská unce [oz t] = 31,1034807 g – používaná v obchodu s drahými kovy
- 1 česká unce = 31,11 g = 1/16 libry
- 1 lékárnická unce = zhruba 27 g

## Jednotka objemu
- 1 americká dutá unce [fl oz] = 1⁄16 pinty = 1⁄128 galonu ≈ 29,6 ml (přesně 29,573 529 562 5 ml) – americká běžná jednotka
- 1 britská dutá unce [fl oz] = 1⁄20 pinty = 1⁄160 galonu ≈ 28,4 ml (přesně 28,413 062 5 ml) – imperiální jednotka

Imperiální dutá unce přibližně odpovídá objemu vody o hmotnosti jedné unce avoirdupois.

## Alternativní názvy
- uncia – latina
- ounce – angličtina
- oncia – Itálie
- lana – Estonsko[zdroj?]
- liang – Čína
- onza – Španělsko
- ons – Nizozemsko
- once – Francie, Bulharsko
- uns – Švédsko, Dánsko
- unca – Slovensko

## Podobné jednotky
- uncia – starověká jednotka hmotnosti a délky (také mince) užívaná v antickém Řecku
- uncija – stará ruská jednotka hmotnosti užívaná v lékárenství